# Chris Woakes
Christopher Roger Woakes (* 2. März 1989 in Birmingham) ist ein englischer Cricketspieler, der seit 2011 für die englische Nationalmannschaft spielt.

## Kindheit und Ausbildung
Woakes war Teil der englischen Vertretung beim ICC U19-Cricket-Weltmeisterschaft 2008.

## Aktive Karriere

### Anfänge in der Nationalmannschaft
Sein Debüt in der Nationalmannschaft gab er im ODI- und Twenty20-Cricket bei der Tour in Australien im Januar 2011. In seinem zweiten ODI gelangen ihm 6 Wickets für 45 Runs und wurde dafür als Spieler des Spiels ausgezeichnet. Zunächst spielte er nur wenige Spiele im Nationalteam. Er wurde als Verletzungs-Ersatz für den Cricket World Cup 2011 diskutiert, schaffte es jedoch nicht den dortigen Kader. Im Oktober zog er sich bei der Tour in Indien eine Oberschenkelverletzung zu und musste vorzeitig abreisen. Im Februar 2013 gelangen ihm 3 Wickets für 68 Runs in Neuseeland. Im August 2013 absolvierte er sein Test-Debüt gegen Australien. Im Februar wurde er als Kapitän der Lions, dem zweiten englischen Team, für die Tour in Sri Lanka benannt. Bei der Tour gegen Indien im August 2014 erreichte er 4 Wickets für 52 Runs in den ODIs und 3 Wickets für 30 Runs im fünften Test der Serie. Im Dezember reiste er mit dem Team nach Sri Lanka und erzielte dort in der ODI-Serie 3 Wickets für 41 Runs im dritten Spiel und 6 Wickets für 47 Runs im fünften. In der Vorbereitung für die Weltmeisterschaft konnte er in einem Drei-Nationen-Turnier in Australien gegen den Gastgeber 4 Wickets für 40 Runs erreichen. Beim Cricket World Cup 2015 selbst gelangen ihm dann jeweils zwei Wickets gegen Neuseeland (für 8 Runs) und Schottland (für 25 Runs). Zu Ende der Saison sorgten Knieprobleme und eine Fußverletzung dafür, dass er mehrere Touren aussetzen musste. In der Saison 2015/16 konnte er in der ODI-Serie gegen Pakistan zwei Mal vier Wickets (4/33 und 4/40) erreichen.
Zu Beginn des Sommers 2016 erreichte er gegen Sri Lanka zwei Mal drei Wickets in den Tests (3/9 und 3/31) und ein Mal in den ODIs (3/34). Auch erreichte er in Test- (66 Runs) und ODI-Serie (95* Runs) jeweils ein Half-Century, wobei er für letzteres als Spieler des Spiels ausgezeichnet wurde. Im Juli folgte eine Tour gegen Pakistan. Im ersten Test gelang ihm sein erstes Ten-for, als ihm 6 Wickets für 70 Runs im ersten Innings und 5 Wickets für 32 Runs erreichte. Dennoch war diese Leistung nicht ausreichend für einen Sieg. Im zweiten Test folgten dann 4 Wickets für 67 Runs und 3 Wickets für 41 Runs, wobei er am Schlag noch ein Fifty über 58 Runs hinzufügte. In den beiden verbliebenen Tests gelangen ihm dann jeweils noch ein Mal drei Wickets (3/79 und 3/82), wofür er neben Misbah-ul-Haq als Spieler der Serie ausgezeichnet wurde. In der anschließenden ODI-Serie erreichte er noch ein Mal drei (3/42) und vier Wickets (4/41).

### Etablierter Test- und ODI-Bowler und Verletzungen
Zu Beginn der Saison 2016/17 gelangen ihm in der Test-Serie in Bangladesch 3 Wickets für 30 Runs. Im weiteren Verlauf der Saison erreichte er 4 Wickets für 60 Runs in der ODI-Serie in Indien. In den West Indies erreichte er ein Mal vier (4/47) und ein Mal drei (3/16) Wickets und konnte zudem ein Fifty über 68* runs erzielen. Dafür wurde er als Spieler der Serie ausgezeichnet. Zu Beginn des Sommers erreichte er gegen Südafrika 4 Wickets für 38 Runs. Auf Grund einer Zerrung, die er sich im ersten Spiel gegen Bangladesch zuzog, konnte er am weiteren Verlauf der ICC Champions Trophy 2017 nicht mehr teilnehmen. Im August folgte dann ein Half-Century über 61* Runs in der Test-Serie gegen die West Indies. In der ODI-Serie folgten dann 3 Wickets für 71 Runs. Im Dezember folgte dann in Australien 4 Wickets für 36 Runs im zweiten Test der Ashes-Series. In der zugehörigen ODI-Serie erreichte er zwei Fifties (53* und 78 Runs). In der darauf stattfindenden Tour in Neuseeland erzielte er im letzten ODI 3 Wickets für 32 Runs und wurde darauf zum Spieler der Serie ausgezeichnet. In der Test-Serie gelang ihm ein Half-Century über 57 Runs.
Im Saison 2018 musste er mehr und mehr dazu übergehen seine chronischen Knieprobleme zu managen. So verpasste er die ODI-Serie gegen Australien, konnte aber in der Test-Serie gegen Pakistan 3 Wickets für 55 Runs erreichen. In der darauf folgenden Tour gegen Indien gelang ihm im ersten Test sein erstes Test-Century über 137* Runs aus 177 Bällen, womit er die Innings-Niederlage für Indien einleitete und als Spieler des Spiels ausgezeichnet wurde. im weiteren Verlauf der Serie erzielte er 3 Wickets für 75 Runs mit dem Ball. Die Saison 2018/19 begann er mit 3 Wickets für 26 Runs in der ODI-Serie in Sri Lanka.

### Gewinn des World Cups
Der Sommer 2019 begann mit vier (4/67) und fünf (5/54) Wickets in der ODI-Serie gegen Pakistan. Daraufhin begann der Cricket World Cup 2019 und er konnte abermals gegen Pakistan 3 Wickets für 71 Runs erreichen. Im Halbfinale gegen Australien gelangen ihm dann 3 Wickets für 20 Runs und er wurde als Spieler des Spiels ausgezeichnet. Im Finale trug er mit seinen 3 Wickets für 37 Runs gegen Neuseeland das Spiel zum Unentschieden zu führen und so später den Titelgewinn zu sichern. Beim darauf stattfindenden ersten Test gegen Irland konnte er im zweiten Innings das Spiel drehen als er Irland mit 6 Wickets für 17 Runs auf 38 Runs begrenzen konnte. Bei der Ashes-Series gegen Australien erreichte er zwei Mal drei Wickets (3/58 und 3/61). Im Dezember 2019 erreichte er 3 Wickets für 83 Runs in Neuseeland. Jedoch erhielt er mit Sam Curran einen neuen Konkurrenten um seinen Test-Platz. Im Sommer 2020 erzielte er bei der Tour gegen die West Indies konnte er im zweiten test 3 Wickets für 42 Runs erzielen, bevor ihm im dritten Spiel der Serie ein Fife-For über 5 Wickets für 50 Runs gelangen. Im ersten Test bei der danach stattfindenden Tour gegen Pakistan gelangen ihm ein Fifty über 84* Runs und er wurde als Spieler des spiels ausgezeichnet. Bei der folgenden ODI-Serie gegen Australien gelangen ihm nach 3 Wickets für 32 Runs im zweiten Spiel ein Fifty über 53* Runs im dritten.
In der Saison 2020/21 war er zwar bei drei Touren im Kader, kam jedoch bei keinem Spiel zum Einsatz. Ab dem Sommer wurde er auch wieder für Twenty20-Spiele berücksichtigt, nachdem er in den vorhergehenden sechs Jahren nicht mehr zum Einsatz gekommen war. Gegen Sri Lanka konnte er in der ODI-Serie dann 4 Wickets für 18 Runs erzielen und wurde als Spieler des Spiels ausgezeichnet. Damit erreichte er in der ODI-Bowler-Weltrangliste erstmals den dritten Platz, fiel jedoch aus dem Kader für das ODI-Team. Im vierten Test gegen Indien im September konnte er einmal vier (4/55) und einmal drei Wickets (3/83) in den beiden Innings erreichen, sowie ein Fifty im ersten Innings. Dennoch reichte dies nicht zum Sieg. Im Oktober war er Teil des Teams für den ICC Men’s T20 World Cup 2021 und konnte dabei unter anderem gegen Australien 2 Wickets für 23 Runs erzielen.
Im März 2022 erzielte er im dritten Test bei der Tour in den West Indies 3 Wickets für 59 Runs. Im Sommer hatte er wieder Knieprobleme und musste schließlich operiert werden. In der Saison 2022/23 konnte er vor der nächsten Weltmeisterschaft in den Twenty20s in Pakistan (3/26) und in Australien (3/4) zwei Mal drei Wickets erreichen.